# Émeutes de Caen
Les émeutes de Caen sont des émeutes en 1812 liées à la cherté du blé et à la difficulté des Caennais à s'en procurer dans un contexte de disette. Elles commencent le 2 mars 1812 par une bousculade à la halle au grain. Le maire et le préfet sont pris à partie par des Caennais. Plus tard dans la journée, un moulin est pillé. Ces actes sont ensuite sévèrement réprimés quelques jours après et des Caennais sont condamnés à mort et exécutés.

## Le contexte
Depuis 1810, la région de Caen connaît une crise notamment dans l'industrie. À cela s'ajoute une mauvaise récolte du blé en 1811. En conséquence, le prix du grain, élément de base de l'alimentation, augmente. Les mendiants se font de plus en plus nombreux dans les rues de Caen. Un dépôt de mendicité est ouvert le 1er février 1812 dans les locaux de l'abbaye aux Dames. La mortalité augmente.

## La journée du 2 mars
C'est dans ce contexte que des Caennais se pressent le matin du 2 mars 1812 à la halle aux grains (ancienne église Saint-Sauveur). Ils réclament du « travail et du pain ». Rapidement alertés, le préfet Méchin et le maire Jacques-Guy Lentaigne de Logivière arrivent sur les lieux, accompagnés par des gendarmes. Ils sont accueillis par des quolibets. Puis, le maire est directement pris à partie et il est poussé sur un sac de blé. Quant au préfet Méchin, il lance de l'argent à ses agresseurs. Il reconnaît plus tard dans un rapport au ministère de l'Intérieur que c'était « une libéralité intempestive ». Les deux représentants de l’État quittent les lieux. Un colonel arrive du château en renfort avec 25 hommes et fait évacuer puis fermer la halle.
Les manifestants se regroupent sur la place Saint-Sauveur puis 200 d'entre eux se décident à prendre la direction du moulin de Montaigu situé dans le quartier de Vaucelles. Sur la route, certains lancent des cailloux sur les bureaux de la préfecture (ancien collège du Mont). Les soldats les suivent mais ils ne peuvent s'opposer au pillage. Des sacs de farine sont éventrés et pillés. Les émeutiers repartent ensuite chez eux et le calme revient sur la ville. À la préfecture, le préfet s'affaire pour empêcher toute nouvelle émeute. Mais il ne dispose que de peu de forces. Il fait donc appel à des renforts de Cherbourg et envoie un télégramme au ministère de l'Intérieur.

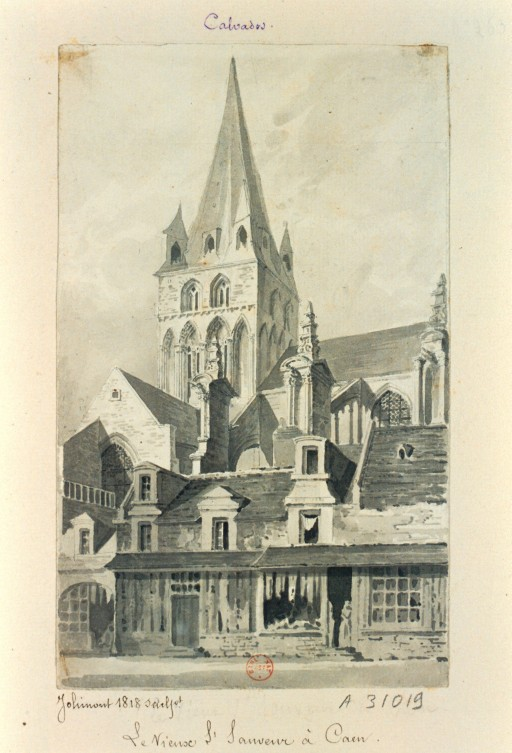
Halle aux grains (ancienne église Saint-Sauveur)
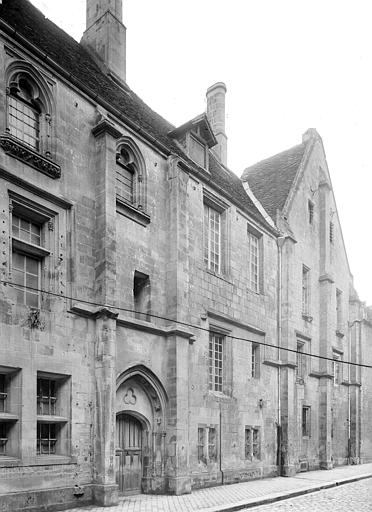
Bureaux de la préfecture (ancien collège du Mont)
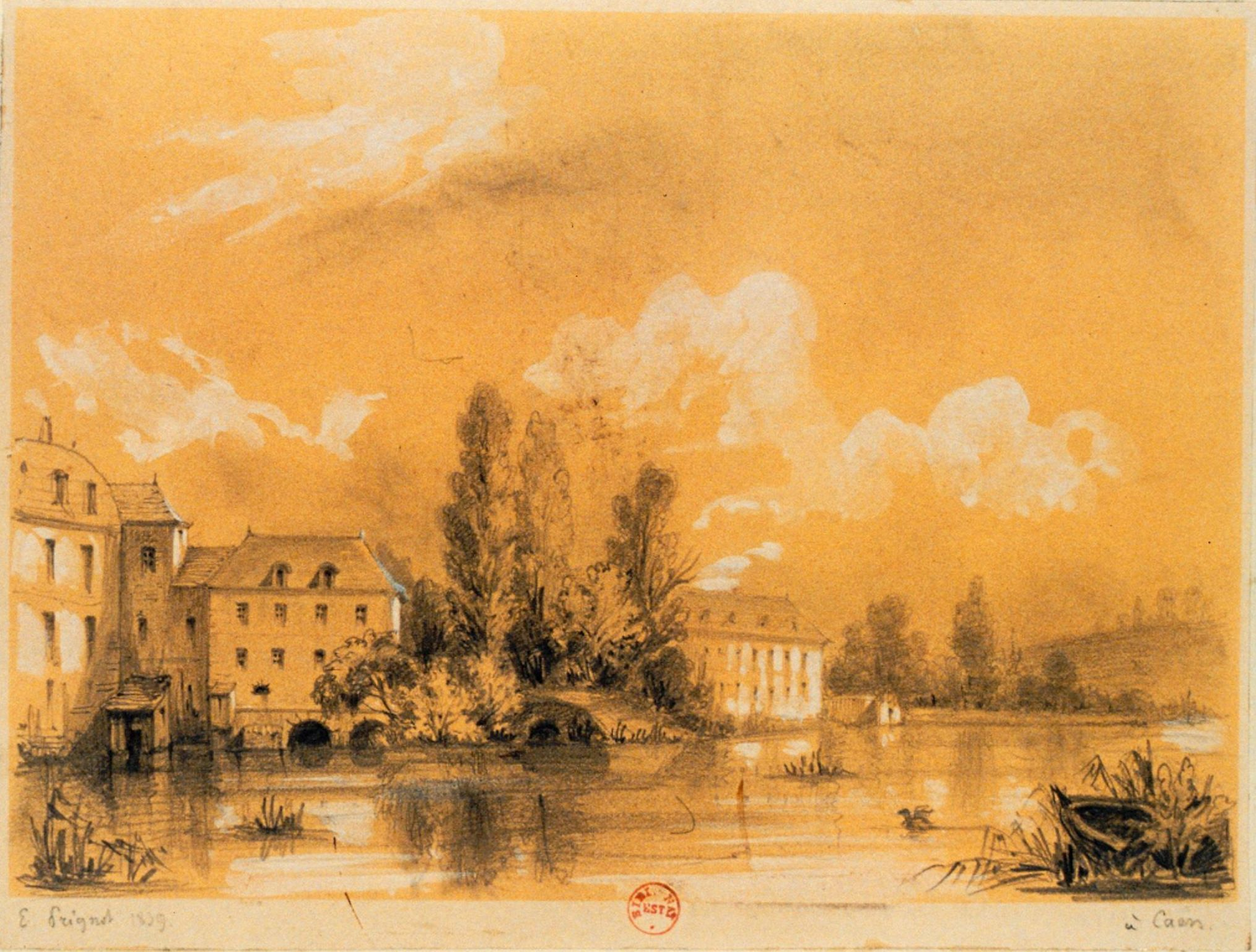
Le moulin de Montaigu

## Le retour au calme et la répression

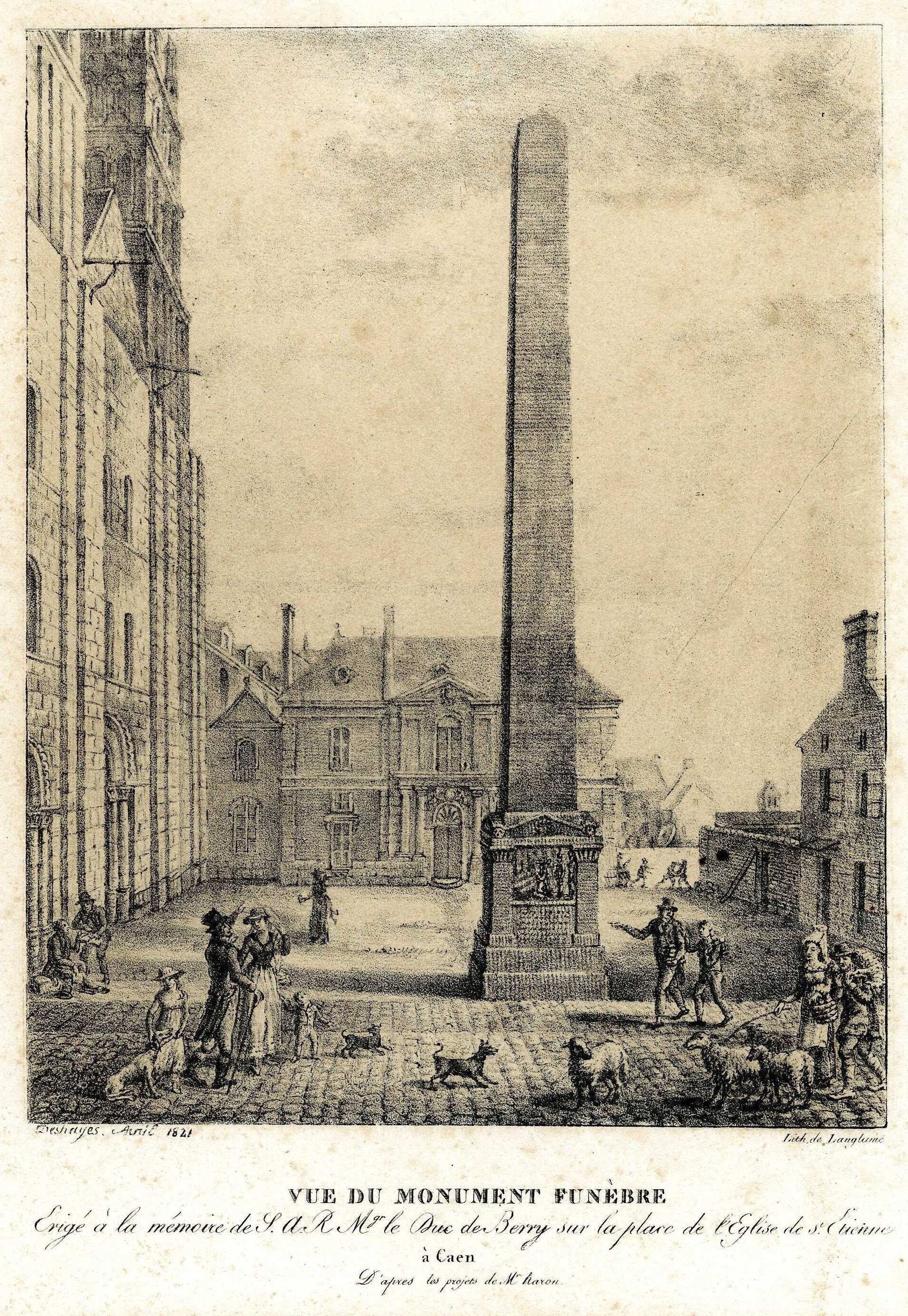
le monument érigé pour le duc de Berry

À partir de la matinée du 3 mars, de nombreuses patrouilles de soldat circulent en ville afin d'éviter de nouveaux incidents. Le même jour, le général commandant la place de Cherbourg décide de l'envoi de 200 fantassins. Ils arrivent le 5 mars au matin. Le lendemain, c'est une troupe de 4 000 hommes qui fait son entrée dans la ville. Elle est dirigée par le général Durosnel, aide de camp de l'Empereur Napoléon. La répression peut ainsi commencer. Plusieurs personnes sont arrêtées dans les jours suivants et conduites à la prison située à côté du palais de justice. Elles sont 61 au total dont 20 femmes ; elles ont entre 13 et 62 ans. Sur ordre de Napoléon, le général Durosnel met en place une commission militaire afin de juger les émeutiers. Elle se tient dans l'enceinte du château. L'instruction se termine le 13 mars. Les procès se déroulent le 14 mars, les émeutiers comparaissent en tant qu'« auteurs, fauteurs ou complices de cris de sédition et de meurtre contre les magistrats et de rassemblements ayant pour but de porter la dévastation et le pillage ». Les peines sont sévères :
- 25 condamnés à 5 ans de surveillance (dont 8 qui sont obligés de servir dans la marine)
- 9 condamnés à 5 ans de réclusion à la prison de Beaulieu
- 8 condamnés à 8 ans de travaux forcés
- 8 condamnations à mort[1].

Onze personnes seulement sont acquittées.
Le 15 mars 1812, à 9 heures du matin, 4 hommes et 2 femmes sont exécutés dans le château.

## Le pardon à la Restauration
Après l'abdication de Napoléon en 1814, le duc de Berry, qui revient d'Angleterre par Cherbourg, fait une halte à Caen le 17 avril 1814. Pour démontrer le changement de régime, il ordonne la libération des personnes détenues à la prison de Beaulieu. Un spectacle est alors donné en l'honneur du duc au Théâtre.
Après l'assassinat du duc en 1820, les Caennais lui rendent hommage en érigeant une colonne en granit, l'obélisque au duc de Berry, devant l'église Saint-Étienne.